# 圓堂政嘉
圓堂 政嘉（えんどう まさちか、1920年（大正9年）11月30日 - 1994年（平成6年）9月28日は、日本の建築家。圓堂建築設計事務所（現・エンドウ・アソシエイツ）を主宰。

## 人物・来歴
横浜高等工業学校（現・横浜国立大学）教授を務めた遠藤政直の子として、神奈川県横浜市に生まれる。
応召後の1945年9月、早稲田大学第一理工学部建築学科を卒業。翌年村野藤吾建築事務所に入所。1949年同事務所を退所。
1952年11月、圓堂建築設計事務所を設立する。1962年圓堂政嘉と改名した。
1966年5月、下関市の山口銀行本店で日本建築学会賞、1980年には東京・大手町の大洋漁業本社ビルで建築業協会賞をそれぞれ受賞。
1982年から1986年まで日本建築家協会会長を務めた。
1991年、米ニューヨーク市のシーグラムビルにニューヨーク事務所を開く。以後、東京とニューヨークを往復する生活を続けていたが、体調を崩し、1994年9月、入院先のニューヨークの病院で心不全のため死去。73歳没。
死去前の1994年5月、圓堂建築設計事務所はエンドウ・アソシエイツに改組されている。

## 代表作品
- 新芝川ビル
- 山口銀行本店（1965）、同銀行名古屋支店（1966）小倉支店
- 七十七ビルディング
- 七十七銀行盛岡支店（1959）
- 祇園会館（1958、壁面は中村順平）
- 日本コカ・コーラ本社
- 日本コカ・コーラ横浜プラント、大阪プラント
- 山之内製薬焼津工場
- 虎ノ門実業会館新館
- 谷村新興製作所本社
- APA赤坂中央ビル (1964)
- 宮城ビル
- 北日本銀行本店
- 比叡山国際観光ホテル
- 音羽ハウス（1970）
- 広尾ガーデンヒルズ（1983-1986）
- 平凡社本社
- 興産相互銀行本店（1961）
- 三田商会本社 (1969)
- ヤクルト本社（1972）
- 盛岡市庁舎（1962）
- 東京アメリカンクラブ
- 広尾シティハウス
- 京王百貨店新宿店（1964）
- 信松園（1965）
- 西武春日井ショッピングセンター（1977）
- 目黒ハウス（1969）
- 大洋漁業本社（1979）
- 広尾ガーデンヒルズ（1987）